# Scinax hayii
Espèce
Synonymes
- Hyla hayii Barbour, 1909

Statut de conservation UICN

 LC  : Préoccupation mineure
Scinax hayii est une espèce d'amphibiens de la famille des Hylidae.

## Répartition
Cette espèce est endémique du Brésil. Elle se rencontre jusqu'à 1 200 m d'altitude dans la serra do Mar dans les États de l'Espírito Santo, dans le sud-est du Minas Gerais, dans l'État de Rio de Janeiro, dans l'Est et le Sud de l'État de São Paulo et dans l'est du Paraná.

## Étymologie
Cette espèce est nommée en l'honneur de Clarence Leonard Hay (1885–1969).

## Publication originale
- Barbour , 1909 : Some new South American cold–blooded vertebrates. Proceedings of the New England Zoological Club, vol. 4, p. 47–52 (texte intégral).